# Ányos Pál
Fajszi Ányos Pál István (Esztergár, 1756. december 28. – Veszprém, 1784. szeptember 5.) pálos szerzetes, tanár, a magyar szentimentalizmus költészetének alakja.

## Élete
Nemesi családban született. Egy ideig Komáromban nevelkedett nagyanyjánál, később Győrbe, Veszprémbe, s Pápára küldték iskolába. 1772-ben lépett be a pálosok márianosztrai klastromába, ahol a Pál nevet vette fel. 1774-ben került a nagyszombati egyetemre, ahol Dugonics András és Katona István tanította; megismerkedett Barcsay Ábrahámmal is. 1776-ban bölcsészdoktorrá avatták. 1777- ben az egyetem Budára költözött, emiatt itt folytatta teológiai tanulmányait. Ekkorra Ányos már neves költő volt, kapcsolatba került Bessenyei Györggyel és a „testőr-írók” körével. A szerveződő Tudós Társaság titkárává választották volna.
„A pesti irodalmi és társasági élet, olvasmányai s egy titkolt szerelem egyre inkább elidegenítették a papi életformától, 1780-ban mégis pappá szentelték” – írja róla a Magyar irodalom története (II. szerk. Sőtér). 1781 novemberében a felsőelefánti klastromba, Nyitra megyébe rendelték elöljárói, majd az ottani próbaév leteltével 1782 októberében a székesfehérvári gimnáziumhoz helyezték át az első osztályt tanítani. Levelei szerint életének legszomorúbb két esztendejét töltötte itt.
1784 júliusában betegen Veszprémbe vitette magát, ahol szeptember 5-én meghalt, 28 esztendős korában. A veszprémi római katolikus ferences templom kriptájában nyugszik.

## Művei
A magyar irodalmi múltból Gyöngyösit választja költői példaképül a jelen irodalma számára. Életében csak néhány alkalmi munkája látott világot. 
Néhány említésre méltó költeménye

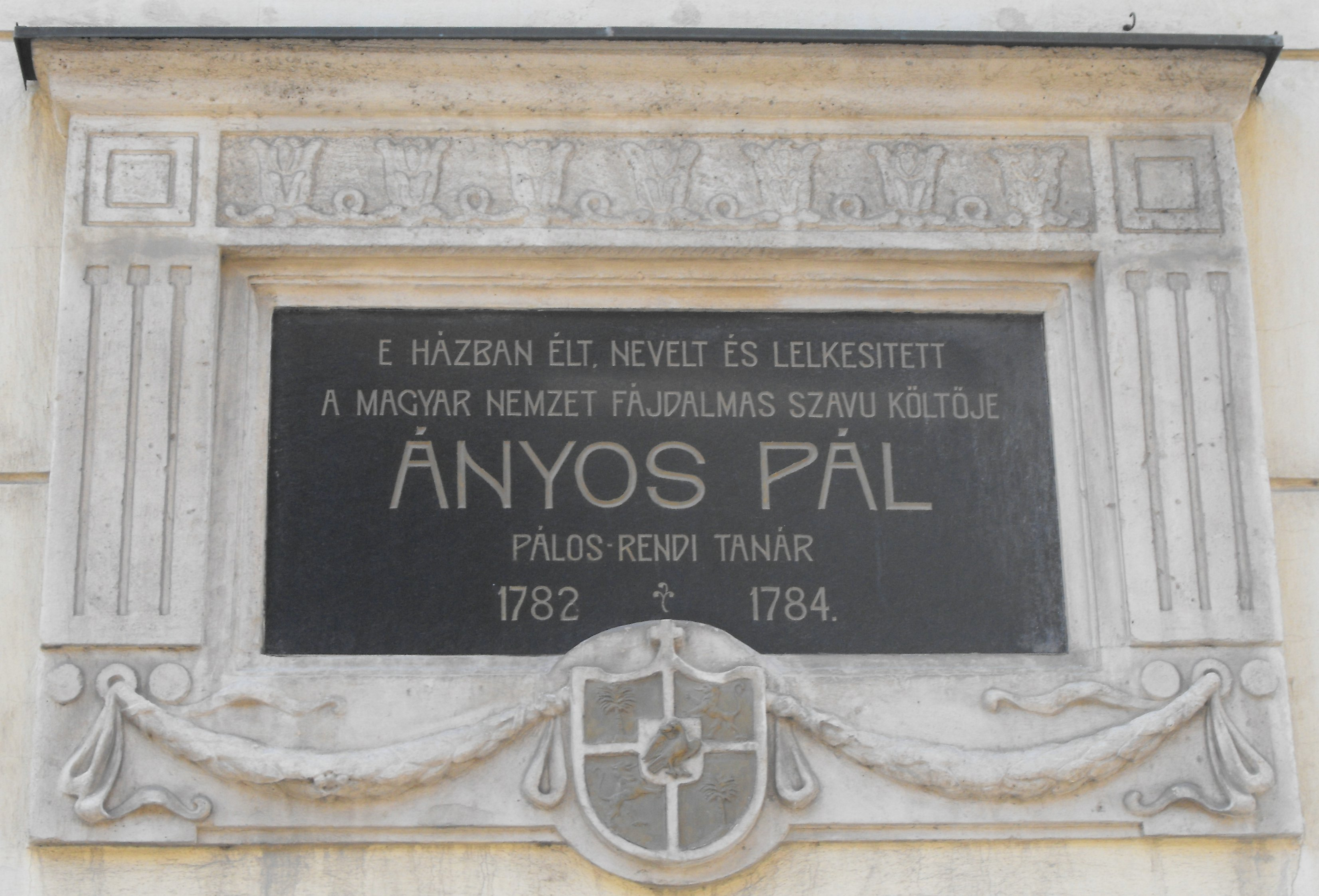
Emléktáblája Székesfehérvárott

- Egy boldogtalannak panasszai a halavány holdnál
- Gróf Zrinyi Miklósról (1782) – Zrínyi hősiességét, a hazáért meghalni bátor hazafiság eszményét állítja a jelen elé.
- Kalapos király – verses röpirat, igen fontos politikai tartalmú költeménye, "a nemesi ellenállás irodalmának egyik legélesebb hangú kifakadása II. József ellen" (MIT). II. József e művében mint "erőszakos ur … nem pediglen király" jelenik meg.  Megszólal röpiratában a szerzetes aggodalma a vallásszabadság ellenében. "Ez a verses publicisztika rendkívül népszerűvé válik a nemesi ellenállás körében, II. Józsefen rajta is ragad a "kalapos király" jelző" – olvashatjuk róla a Magyar irodalom arcképcsarnokában.

Stílusa, költői újításai forradalmi a magyar lírában
"Az érzelmek és hangulatok változékonyságának visszaadása a formai változatok kifejlesztését követelte meg Ányostól, bizonyos színességet, szabadságot és választékosságot a költői eszközökben; többet és mást, mint amit a felvilágosodás korának írói az egyhangú és színtelen bölcselkedő költői levelekben megvalósítottak. Ányos vívmánya például a látomások költői megjelenítése a lírában" (MIT).

## Kiadások
- Igaz hazafi, az az: Károly Antal úrnak jeles példával megmutatott hazája szerelme. Pest, 1778
- A szép tudományoknak áldozott versek a budai királyi universitásnak felszentelése alkalmatosságával. Buda, 1780 (Az egyetem százéves jubileuma alkalmából 1880-ban újra kinyomatott külön és a Hon 119. sz.-ban is megjelent.)
- Az Orvosi Oktatások szerzőjéhez. Pest, 1778 (Rácz Sámuel prof.-hoz, ennek idézett munkája második kiadása előtt)
- Kártigám nevezetes irójához (Dobokai Sárközi István álnév alatt, a Kartigám 1780. 2. kiadása előtt)
- Nagymélt. gróf Eszterházy Pálnak pécsi püspökségre lett emeltetését ünneplő versek. Pest, 1781
- B. Carberi Anna kisaszszonynak kedvesséhez írtt levele, mellyben meg-mutatja, hogy: az aszszonyi személyek emberek; Trattner, Pest, 1785
- Énekek könyve, szükséges litániákkal és imádságokkal a magyar ker. katholika anyaszentegyház szolgálatjára. Pest, 1785
- Ányos Pál munkáji; kiad., előszó Batsányi János; Alberti Ny., Bécs, 1798 (Magyar Minerva) (Ányos maga gyűjtötte össze munkáit és azok elébe ajánló levelet is iktatott barátjaihoz, mely munkái előtt csakugyan olvasható is; ezeket Bacsányi még többekkel bővítve kiadta, a szerző életrajzával és arczképével.)
- Ányos Pál költeményei. Jegyzetekkel és életrajzi essayvel ellátott bővített új kiadás. Kiadja Abafi Lajos, Bpest, 1875 (Magyar könyvesház. I. 4. 5.)
- Egyházi beszéd 1783. Kiadta Csaplár Benedek. Uo. 1888.
- Ányos Pál elmélkedései, melyeket a székesfehérvári kir. oskolákbeli ifjusággal a háromnapi lelki gyakorlat folytán tartott 1783-ban. Közrebocsátotta Csaplár Benedek Ányos erkölcsi méltatását tartalmazó Függelékkel. Uo. 1889
- Kazinczy Ferenc Orpheusában megjelent Calliroe-je. Ezen kívül költői levelei jelentek meg a Magyar Museumban (I. 1782, 349), a Szépliteraturai Ajándékban (1821) és Figyelőben (II. III. Weissbarth Károly és Szigetfői), némely kiadatlan versei Toldy Irodalmi Berek című kötetében, melyek közt a II. József császár ellen intézett: Kalapos király, mint az idő szózata, különösen nevezetes. (L. ezen költeményéről a Vasárnapi Ujság 1869. 28. sz. és Hazánk s a Külföld 1869. 19. 20. sz.)
- Egy költeményét közli a Figyelő (1871). Magyarok című költeményét Ompolyi közli a Honban (1880, 70. sz.).
- Kiadatlan leveleiből Závodszky K. adott ki szintén a Honban (1873, 203. sz.), valamint Császár Elemér az Irodalomtörténeti Közleményekben (1907, 346–361.) publikált.
- Ányos Pál versei; bev., jegyz. Császár Elemér; Franklin, Bp., 1907 (Régi magyar könyvtár) REAL-EOD
- Ovidius nyolc heroidáját is lefordította, amelyek közül azonban egy, a Penelope levele Ulysseshez maradt fenn.
- Kéziratban maradt fenn egy levele báró Orczy Lőrinchez 1782-ből az Országos Széchényi Könyvtár kézirattárában.
- Ányos Pál válogatott művei; vál., szöveggond., bev., jegyz. Lőkös István; Szépirodalmi, Bp., 1984
- "Higgy, remélj, szeress!". Ányos Pál versei, szépprózai írásai és levelei; sajtó alá rend., jegyz. Jankovics József és Schiller Erzsébet, utószó Jankovics József; Művészetek Háza, Veszprém, 2008 (Vár ucca műhely könyvek)
- "Édes fiaim... figyelmezzetek!". Ányos Pál egyházi beszédei; sajtó alá rend., jegyz., utószó Jankovics József és Schiller Erzsébet; Művészetek Háza, Veszprém, 2009 (Vár ucca műhely könyvek)
- Ányos Pál összes költeménye, 1756–1784; Fapadoskonyv.hu, Bp., 2009

## Emlékezete
- Veszprémben utcát neveztek el róla és emléktáblája is van a városban. Emléktáblával jelölték meg szülőházát és székesfehérvári lakhelyét.

## Szakirodalom
- Koltai Virgil: Ányos Pál élete és költészete. Disszertáció; Poldini Ny., Bp., 1882
- Endrődi Sándor: Ányos Pál életrajza; Stampfel, Pozsony–Bp., 1883
- Gellért Jenő: Ányos Pál; Lampel, Bp., 1895
- Philipp István: Emlékezzünk! Virág Benedek és Ányos Pál székesfehérvári emléktáblájának leleplezésére; Csitári Ny., Székesfehérvár, 1905
- Lauschmann Gyula: Virág Benedek és Ányos Pál viszonya Székesfehérvárhoz; Csitári Ny., Székesfehérvár, 1905
- Czapáry László: Ányos és Virág hazafisága; Számmer Ny., Székesfejérvár, 1906
- Kelemen Béla: Ányos Pál. Irodalomtörténeti tanulmány; Számmer Ny., Székesfehérvár, 1906
- Horváth Dezső: Ányos Pál. 1756–1784; Molnárok Lapja Ny., Bp., 1906
- Császár Elemér: Ányos Pál, 1756-1784; Magyar Történelmi Társulat, Bp., 1912 (Magyar történeti életrajzok)
- Sz. Érdi Éva: Ányos Pál szóképei. Adalékok a magyar szentimentális stílus vizsgálatához; ELTE, Bp., 1972 (Nyelvtudományi dolgozatok)
- Bíró Ferenc: A fiatal Bessenyei és íróbarátai; Akadémiai, Bp., 1976 (Irodalomtörténeti könyvtár)
- Ányos Pál, 1756–1784; szerk. Fenyvesi Ottó, Géczi János, Mátis Lívia; Művészetek Háza, Veszprém, 1994
- "Édes érzékenység". Tanulmányok Ányos Pálról; szerk. Pintér Márta Zsuzsanna; Gondolat–Pannon Egyetem MFTK, Bp.–Veszprém, 2014